# 羅沙 (澳門總督)
羅沙（1844年11月2日－1918年8月23日），是一位葡萄牙軍人、殖民長官、大使和政治家。

## 簡歷
羅沙於1864年6月23日在騎兵隊定居，在完成武器課程後，他於1866年1月6日晉升為中尉畢業，1872年2月14日晉升為中尉，1877年2月14日晉升為上尉。作為薩格里什子爵第一將軍的上尉和副官，他被任命為路易斯一世的副官。
1883年4月23日至1886年8月7日，他被任命為第92任澳門總督，他通過定向和機智任命，不僅獲得了居住在澳門的葡萄牙人和華人主體最傑出的讚賞證明，也獲得了在那裡交易的偉大的中國商人最傑出的讚賞證明。他以葡萄牙特命大使的榮譽訪問日本，並以外交行動十分努力，達成對兩國都有利的貿易協定。1887年12月1日，他代表葡萄牙締結了《中葡和好通商條約》，該條約確認了葡萄牙對澳門的治理。
羅沙於1889年7月11日晉升為少校，1893年12月30日晉升為中校。1894年他被任命為美國華盛頓的全權公使，1895年8月30日晉升為上校，1906年他被任命為法國巴黎的全權公使，於1907年12月19日提升為準將，並在那裡定居到他去世，直到1910年宣布成立共和國時離任。

## 家庭
羅沙和他的妻子瑪麗亞（Maria Emilia de Bastos）的兒子。他結婚並留下了一個女兒瑪麗亞·羅沙（Maria Teresa de Sousa Rosa），假設君主制還在的話，她將成為羅沙伯爵夫人頭銜的代表，並在法國結婚。另一位同名同姓的羅沙（Tomás de Sousa Rosa），當然是他的親戚，是第二騎兵團的隊長，並於1905年被授予阿維斯勳章。